# Język nalik
Język nalik, także: fesoa (a. fessoa), lugagon (a. ligagun) – język z grupy języków oceanicznych używany w Papui-Nowej Gwinei, w prowincji Nowa Irlandia (Kavieng, 17 wsi). Według danych z 1990 roku mówi nim nieco ponad 5 tys. osób.
Znajduje się pod wpływem tok pisin i angielskiego oraz jest wypierany przez oba te języki.
Sporządzono opis jego gramatyki. Jest zapisywany alfabetem łacińskim.